# Sekst Afrikan
Sekst Afrikan (lat. Sextus Africanus) je poznati starorimski pravnik iz 2. veka. Učitelji su mu bili Gaj Kasije Longin i Salvije Julijan. Njegova dela odlikuje sažeto izražavanje koje često ide na uštrb jasnoći.
Poznat je po zamršenom načinu pisanja (pa se takav stil po njemu i zove Stillus Africanus).
O njemu je pisao Kiža (lat. Cuiacius), pravnik, predstavnik Škole elegantne jurisprudencije u delu „Ad Africanum tractus“.